# 水間貴弘
水間 貴弘（みずま たかひろ、1981年12月15日 - ）は、富山県出身の俳優。身長172cm。血液型はO型。ケイエムシネマ企画所属。

## 出演

### 映画
- 蜘蛛の国の女王（2008年） - 高野 役
- BRAVE HEARTS 海猿（2012年） - 記者 役
- リアル〜完全なる首長竜の日〜（2013年） - 看護師 役
- 抱きしめたい -真実の物語-（2014年） - チームメイト 役

### テレビドラマ
- ハケンの品格 第3話「社員の友情 ハケンの仁義」（2007年） - 合コンのメンバー 役
- 7万人探偵ニトベ 第4話「悲恋伝説の村殺人事件」（2009年） - 久島春之 役
- 天地人 第38話「ふたつの関ヶ原」（2009年） - 毛利秀元 役
- ハングリー! 第11話「空腹が人を幸せにする! 俺の料理を食ってくれ」（2012年） - コック 役
- 白衣のなみだ 第二部「慈命」（2013年） - 研修医 役
- 秘密〜THE TOP SECRET〜 第7話・第8話（2025年3月10日・17日、関西テレビ・フジテレビ） - 刑事 役[2]

### 再現ドラマ
- ザ!世界仰天ニュース（2014年） - ジョン 役
- 行列のできる法律相談所
- ブラマヨ衝撃ファイル 世界のコワ〜イ女たち

### 舞台
- 回転木馬
- 紙風船
- キャンドルは燃えているか

### CM
- SMBCフレンド証券
- オートバックス
- 花王
- ケイヨーデイツー
- サイクルベースあさひ
- JAF
- ダスキン
- 日本生命保険

### VP
- 三菱ふそうトラック・バス
- リクルート

### PV
- SKE48「キスだって左利き」

### DVD
- エイベックス・エンタテインメント「ミテルだけ for Lady」

### スチール
- 栄光ゼミナール ほか